# Taking Dawn
Taking Dawn é uma banda de heavy metal de Las Vegas, Nevada. Eles estão atualmente de contrato assinado com a grande gravadora americana Roadrunner Records rótulo desde 2009. A banda excursionou ao longo de 2010 com a banda australiana de hard rock Airbourne Coadjuvante em março. Eles também apoiaram atos como Kiss, Slash, Trivium, All That Remains, Halestorm, DragonForce e Theory of a Deadman entre outros. Taking Dawn tocou em muitos festivais incluindo download na Europa e SOUNDWAVE na Austrália. A banda foi originalmente chamada Filho 7 em homenagem ao icônico  Iron Maiden do álbum Seventh Son of a Seventh Son.
No final de 2010 o baterista Alan Doucette deixou a banda devido a problemas na estrada e foi substituído por Carlo Mazzone.
Foi anunciado em 15 de março, 2011 via correio Facebook que eles começaram a escrever novo material para seu próximo álbum, esperando por um lançamento em algum momento de 2013.

## Discografia
- Taking Dawn EP (2009)
- Time to Burn (2010) - número 24 na parada heatseekers. [1]